# Wymiar sprawiedliwości w Czechach
Wymiar sprawiedliwości w Czechach – władza sądownicza w imieniu Republiki jest wykonywana przez niezawisłe sądy. Konstytucja wśród organów powołanych do obrony praw obywateli oraz orzekania o winie i karze za czyny karalne wymienia: Sąd Najwyższy, Najwyższy Sąd Administracyjny, sądy główne (cz. vrchní soudy), wojewódzkie (cz. krajské soudy) oraz powiatowe (cz. okresní soudy).
Czeskie sądownictwo jest czteroszczeblowe, a postępowanie sądowe – dwuinstancyjne.

## Ustrój wymiaru sprawiedliwości

### Podstawy prawne
Naczelnymi ustawami, które normują ustrój wymiaru sprawiedliwości w Czechach są:
- Konstytucja Republiki Czeskiej z 1993
- Ustawa nr 6/2000 Sb. o sądach, sędziach, ławnikach i administracji państwowej sądów

### Sąd Konstytucyjny
Sąd Konstytucyjny (cz. Ústavní soud České republiky) jest sądowym organem ochrony konstytucyjności, który unieważnia ustawy i przepisy niezgodne z konstytucją oraz rozpatruje skargi konstytucyjne, spory kompetencyjne i inne. Do organów Sądu Konstytucyjnego należą: prezes Sądu Konstytucyjnego, wiceprezesi Sądu Konstytucyjnego, Zgromadzenie Ogólne Sędziów Sądu Konstytucyjnego, izby Sądu Konstytucyjnego, Sprawozdawca Sądu Konstytucyjnego, Sekretarz Generalny Sądu Konstytucyjnego i Dyrektor Administracji Sądowej Sądu Konstytucyjnego. Historia sądownictwa konstytucyjnego w Czechach sięga 1921, kiedy powołano Sądy Konstytucyjny Czechosłowacji. Jego działalność została przerwana w czasie wojny i rządów komunistycznych. Sąd Konstytucyjny rozpoczął ponownie swoją działalność po upadku komunizmu w 1991. Jego siedziba znajduje się w Brnie.

### Sąd Najwyższy
Sąd Najwyższy (cz. Nejvyšší soud České republiky) jest zwierzchnim organem sądowym Czech. Rozpatruje nadzwyczajne apelacje od decyzji sądów okręgowych lub zagranicznych, a także ocenia i monitoruje decyzje sądów niższej instancji. Do organów Sądu Najwyższego należą: Prezes Sądu Najwyższego, Wiceprezes Sądu Najwyższego, Zgromadzenie Ogólne Sądu Najwyższego, Naczelna Izba Sądu Najwyższego, wydziały Sądu Najwyższego (Wydział Prawa Cywilnego i Gospodarczego oraz Prawa Karnego), izby Sądu Najwyższego, Rada Sędziów Sądu Najwyższego. Sąd Najwyższy wydawał wyroki w czasie Pierwszej Republiki Czechosłowackiej, Protektoratu Czech i Moraw oraz powojennej Czechosłowacji. Jego szczególną rolę w powojennej Czechosłowacji było orzekanie o legalności spraw, w których orzekano karę śmierci. Siedziba Sądu znajduje się w Brnie.

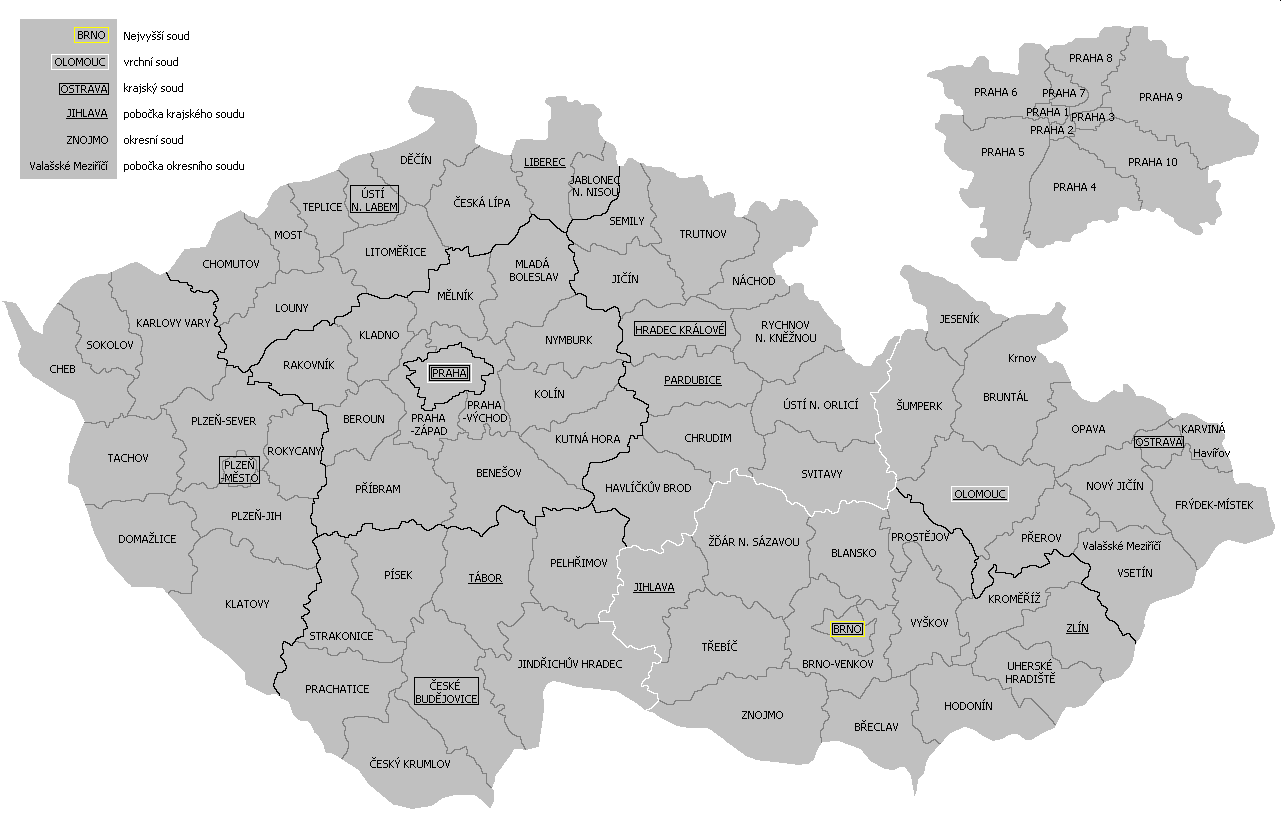
Obszar właściwości czeskich sądów

### Sądownictwo powszechne
Sądownictwo powszechne (cz. obecné soudy) jest trójszczeblowe. Na jego strukturę składają się sądy główne, wojewódzkie oraz powiatowe. Sądy powiatowe orzekają w pierwszej instancji, sądy wojewódzkie oraz sądy główne w drugiej instancji. Sądy główne i wojewódzkie w określonych sytuacjach mogą orzekać w pierwszej instancji. Na terenie Czech sądy główne mają swoje siedziby w Pradze i Ołomuńcu.

### Sądownictwo administracyjne
Czeskie sądownictwo administracyjne (cz. správní soudy) składa się z Najwyższego Sądu Administracyjnego (cz. Nejvyšší správní soud České republiky) z siedzibą w Brnie oraz sądów okręgowych. Najwyższy Sąd Administracyjny, który sprawuje nadrzędną rolę w systemie sądownictwa administracyjnego, rozpatruje kasacje od decyzji okręgowych sądów administracyjnych, w pierwszej instancji sprawy dotyczące wyborów, powstawania i rozpadu partii politycznych oraz sprawy dyscyplinarne pracowników sądowych. Sądownictwo administracyjne istniało w już czasach Pierwszej Republiki Czechosłowackiej, jednak okres Protektoratu Czech i Moraw oraz Czechosłowacji spowodował przerwanie pracy Sądu. Konstytucja Czech z 1993 zdefiniowała Najwyższy Sąd Administracyjny jako drugi naczelny organ władzy sądowniczej, jednak został powołany do życia dopiero w 2003. Jego siedziba znajduje się w Brnie.
Zgodnie z Kodeksem postępowania administracyjnego sądy administracyjne zostały powołane do rozpatrywania spraw dotyczących:
- skarg na decyzje administracyjne wydane przez wykonawczy organ samorządu terytorialnego
- bezczynności władz administracyjnych
- zabezpieczenia przed bezprawną ingerencją władz administracyjnych
- sporów kompetencyjnych pomiędzy organami administracji publicznej
- lokalnych wyborów i referendów
- partii i ruchów politycznych[9]

### Sędziowie
Sędziów powołuje Prezydent na czas nieokreślony. Sędzią może zostać obywatel Republiki, który:
- posiada pełnię praw cywilnych
- jest nieskazitelnego charakteru
- ma odpowiednio długie doświadczenie zawodowe, które gwarantuje prawidłowe wykonywanie zawodu
- był niekarany
- w momencie wyboru ukończył 30 lat
- posiada tytuł magistra prawa zdobyty na czeskim uniwersytecie
- złoży egzamin sędziowski[6]

Po otrzymaniu nominacji sędzia jest zobowiązany do złożenia przysięgi. Przysięga ma następujący kształt:

Obiecuję na moją cześć i sumienie, że będę posłuszny prawom Republiki Czeskiej, że prawo będę interpretował z moją najlepszą wiedzą i przekonaniem oraz że będę decydować niezależnie, bezstronnie i sprawiedliwie

Sędzia bez jego zgody nie może zostać usunięty z pełnionego stanowiska i być przyniesiony do innego sądu. Stanowisko sędziego nie może być łączone ze stanowiskiem Prezydenta, członka parlamentu czy innej funkcji w administracji publicznej. W przypadku niezdolności do pełnienia funkcji minister sprawiedliwości lub prezes sądu, w którym zatrudniony jest sędzia, może złożyć wniosek o przeniesienie w stan spoczynku. Wśród przesłanek wskazujących na utratę zdolności do orzekania znajdują się:
- zły stan zdrowia
- wyrok za popełnione przestępstwo przez sędziego
- trzykrotne skazanie za przewinienia dyscyplinarne w ciągu pięciu lat przed złożeniem wniosku[6].

Sędzia w przypadku popełnienia wykroczeń dyscyplinarnych może być ukarany naganą, utratą części wynagrodzenia lub usunięciem z pełnionego stanowiska.

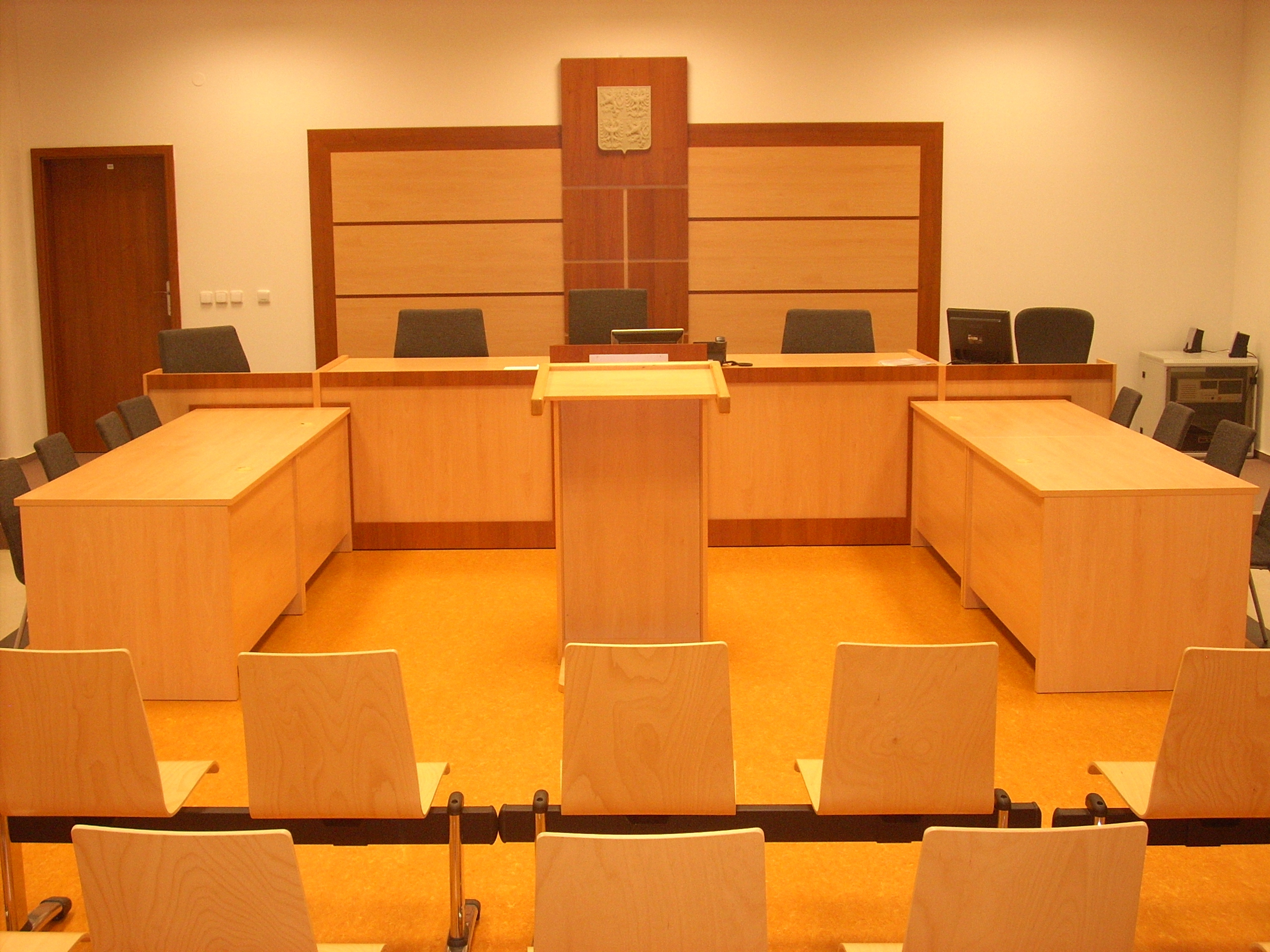
Sala sądowa w czeskim sądzie powiatowym

Wygaśnięcie mandatu sędziego może być spowodowane:
- ukończeniem przez sędziego 70. roku życia
- orzeczeniem niezdolności sędziego do wykonywania obowiązków
- skazaniem sędziego za popełnione przestępstwo
- zwolnieniem sędziego ze stanowiska w wyniku postępowania dyscyplinarnego
- ograniczeniem zdolności sędziego do wykonywania czynności prawnych
- utratą czeskiego obywatelstwa
- śmiercią sędziego lub uznaniem go za zmarłego[6]

Sędzia może zrezygnować z pełnionych funkcji. Mandat wygasa trzy miesiące po dostarczeniu zawiadomienia do Prezydenta Republiki.

## Rada Sędziów
Rada Sędziów (cz. Soudcovská rada) to organ wszystkich sądów powszechnych, tj. w składzie każdego sądu okręgowego, wojewódzkiego, głównego oraz Sądu Najwyższego znajduje się taki organ. Składa się z pięciu członków wybieranych w wyborach tajnych, równych i bezpośrednich na pięcioletnią kadencję. Członkostwa w radzie nie można łączyć z pełnieniem funkcji prezesa oraz wiceprezesa sądu i przewodniczącego izb. Kompetencje Rad sądów każdego szczebla pokrywają się i stanowią organ doradczy prezesa danego sądu. Do ich kompetencji należą:
- opiniowanie kandydatów na stanowisko prezesa, wiceprezesa sądu i przewodniczącego izb, a także sędziów, którzy mają być przydzieleni do danego sądu lub z niego oddelegowani
- omawianie propozycji harmonogramu prac sądu oraz ich zmian
- opiniowanie podstawowych zagadnień administracji danego sądu

Dodatkowo Rada Sędziów Sądu Najwyższego może zwrócić się do jego prezesa o zwołanie Zgromadzenia Ogólnego Sądu Najwyższego i zaproponować program sesji.